# Joseph Zuth

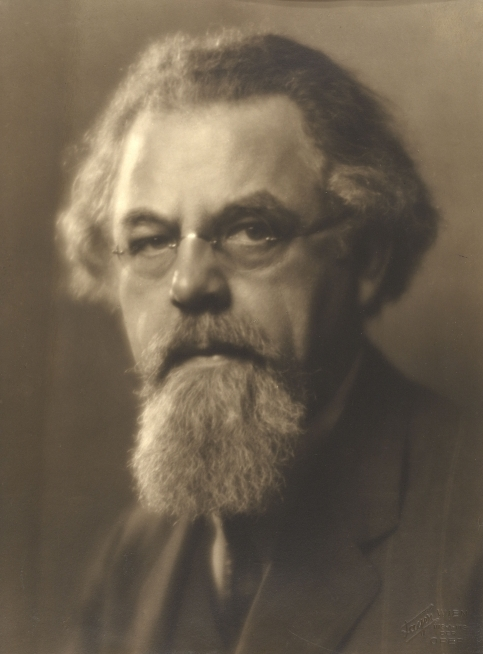
Joseph Zuth in 1927

Joseph Zuth (Fischern bij Karlsbad, 24 november 1879 - Wenen, 30 augustus 1932) was een Oostenrijks gitarist en musicus.
In zijn studietijd was hij tevens werkzaam als rijksambtenaar. Hij studeerde bij Batka, Adler en anderen. Hij promoveerde op Simon Molitor und die Wiener Gitarristik in 1919. In dat jaar werd hij ook docent voor gitaar en luit aan de volkshogeschool in Wenen, en startte datzelfde jaar met de uitgifte van een gitaartijdschrift. Zijn bijdrage aan het gitaaronderwijs was opmerkelijk.

## Publicaties
- Simon Molitor und die Wiener Gitarristik - proefschrift (1919)
- Das künstlerische Gitarrenspiel - (1920)
- Volkstümliche Gitarrenschule - (1922)
- Handbuch der Laute und Gitarre - (1926-1928)

### Studiewerken
- Das künstlerische Gitarrespiel - Pädagogische Studien, Leipzig: Uitg. Friedrich Hofmeister
- Die Gitarre -Spezialstudien auf theoretischer Grundlage, 6 banden, Wenen: Uitg. Anton Goll (1919)

- Biblioteca Nacional de España: XX1742909
- Gemeinsame Normdatei: 128953632
- International Standard Name Identifier: 0000 0000 3104 6416
- Library of Congress Control Number: n86864231
- Nationale Bibliotheek van Tsjechië: mzk2015872834
- Nationale Bibliotheek van Israël: 987007580934705171
- Nederlandse Thesaurus van Auteursnamen: 072905174
- Istituto Centrale per il Catalogo Unico: TO0V466832
- Système universitaire de documentation: 227457390
- Virtual International Authority File: 37985010
- WorldCat: E39PBJx8BBhJPD6qBtmkhXc3wC